# Naționalism românesc

Steagul României

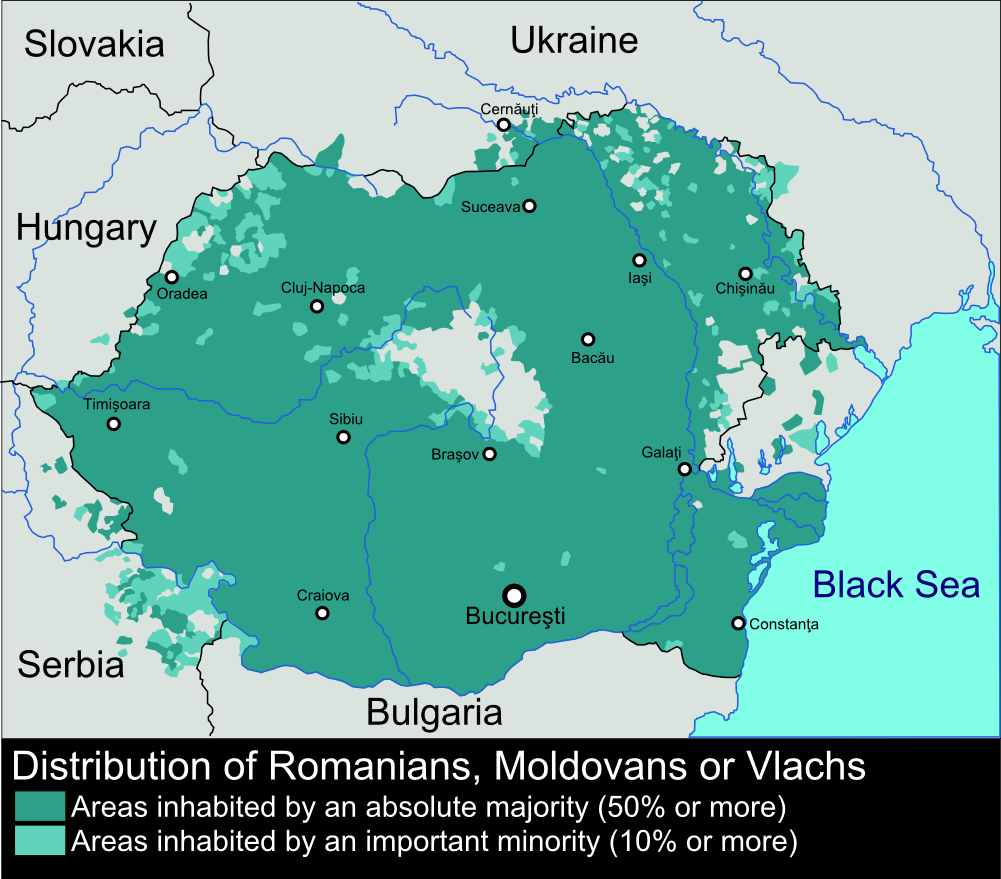
Distribuția geografică a românilor

Naționalismul românesc este o formă de naționalism care afirmă că românii sunt o națiune și promovează identitatea și unitatea culturală a românilor. Varianta extremistă a este ultranaționalismul românesc.

## Istoric

### Antecedente
Predecesoarele statului român modern au fost principatele Țara Românească și Moldova, care au fost, în cea mai mare parte a existenței lor, vasale Imperiului Otoman. Unul dintre primii susținători ai naționalismului românesc a fost domnitorul Moldovei Iacob Heraclid (care a domnit între 1561-1563), care a declarat că românii au descendență romană și a încercat, fără succes, să unească Moldova, Țara Românească și Transilvania – cele trei regiuni principale locuite de români. Ulterior, domnitorul Țării Românești, Mihai Viteazul, a reușit, pentru scurt timp, în 1600, să unească cele trei regiuni, marcând prima dată când acestea au fost unite sub un singur conducător. Din acest motiv, el este considerat și astăzi un simbol al unității românești.
În Transilvania, aflată atunci sub stăpânirea habsburgică, mișcarea culturală numită Școala Ardeleană a fost fondată într-o perioadă în care românii din regiune se confruntau cu lipsa de drepturi sociale și politice. În documentul din 1791, Supplex Libellus Valachorum Transsilvaniae („Petiția valahilor [românilor] din Transilvania”), Școala Ardeleană a cerut drepturi egale pentru populația românească și a afirmat continuitatea națională românească de la Dacia romană. Documentul a fost ignorat.
Răspândirea naționalismului romantic în Europa din secolul al XIX-lea a influențat și românii. Răscoala din 1821 din Țara Românească, condusă de Tudor Vladimirescu, a fost descrisă de specialiști ca exprimând o formă timpurie de naționalism românesc. Istoricul american Grant T. Harward consideră răscoala lui Vladimirescu din 1821 drept „primul semn major al naționalismului românesc”.
Revoltele din 1848 din Țara Românească și Moldova (parte a Revoluțiilor Europene din 1848) au avut și ele nuanțe naționaliste. Românii transilvăneni, în timpul Revoluției Maghiare din 1848, conduși de Avram Iancu, au luptat împotriva revoluționarilor maghiari și au cerut autonomie.
În Bucovina, în a doua jumătate a secolului al XIX-lea, s-a format o puternică mișcare națională românească. Descendenții familiilor boierești integrați în nobilimea austriacă, precum familiile Hurmuzachi, Stârcea, Zotta, Flondor, Wassilko, Grigorcea, Goian etc. au abut un rol cheie în promovarea drepturilor românilor în Imperiul Habsburgic. Ai au susținut și finanțat organizații precum Societatea pentru Cultura și Literatura Română în Bucovina. Alte figuri notabile în mișcarea de renaștere națională din Bucovina au fost Ciprian Porumbescu, Aron Pumnul etc.  În rândul mișcării politice au apărut 2 grupări dominante: 
- centraliștii liberali - militau pentru autonomia culturală și politică a Bucovinei, dar doreau o armonizare legislativă cu Viena și o relație mai strânsă cu germanii din Bucovina. Reprezentanți notabili: Eudoxiu de Hurmuzachi, Constantin Tomașciuc;[9] He was a member of the Society for Romanian Culture and Literature in Bukovina.[10][11]
- autonomiștii/federaliștii conservatori - doreau o autonomie politică și culturală reală față de Viena. Reprezentanți notabili: Alexandru Petrino, Alexandru Wassilko de Serecki, Gheorghe și Alexandru de Hurmuzachi.[12]

### Apariția unui stat național românesc
Aceste curente naționaliste au culminat cu unirea a Moldovei și Țării Românești sub Alexandru Ioan Cuza în 1859, care a devenit o uniune politică în 1862, marcând formarea statului român modern. Acesta a rămas sub suzeranitatea otomană, deși acest statut era atunci doar nominal. La 21 mai 1877, România și-a declarat independența față de otomani, în contextul Războiului Ruso-Turc (1877–1878), evenimentele și luptele asociate fiind cunoscute în istoriografia românească drept „Războiul de Independență al României”. După victoria Imperiului Rus și a României, domnitorul Carol I a luat titlul de Rege, reflectând statutul complet independent al țării.
Regatul României și-a extins pentru prima dată teritoriul prin achiziția Cadrilaterului de la Bulgaria în 1913, în timpul celui de-al Doilea Război Balcanic, deși aici se afla doar o minoritate de români.

România Mare, idealul național românesc pentru iredentiști și naționaliști, realizat istoric între 1918 și 1940.

### Împlinirea idealului de România Mare
Cea mai importantă extindere teritorială a fost inițiată la sfârșitul Primului Război Mondial, în 1918; prăbușirea Imperiului Austro-Ungar a permis unirea Transilvaniei cu România, iar prăbușirea Republicii Ruse și Războiul Civil Rus au permis românilor din Basarabia să formeze Republica Democratică Moldovenească, care ulterior s-a unit cu România. „România Mare” a fost împlinită, satisfăcând ambițiile naționaliștilor și iredentiștilor.
Cu toate acestea, existau acum minorități non-românești semnificative (mai ales maghiari în Transilvania și grupuri slave în Basarabia). Noua realitate multietnică și multiculturală contravenea fundamental dorinței naționaliștilor de a avea un stat românesc omogen, iar impunerea unei „conștiințe naționale moderne” a fost dificilă din cauza secolelor de separare politică a regiunilor românești. Pentru antropologii, istoricii și oamenii de știință naționaliști, supraviețuirea României a devenit fundamental legată de necesitatea menținerii unității etnico-naționale într-un singur stat.

### Perioada fascistă și Al Doilea Război Mondial
În perioada fascistă din România (1937–1944), atitudinile naționaliste au evoluat spre o formă extremă, fiind impregnate și cu antisemitism. Mișcarea fascistă cea mai intensă a fost Garda de Fier, care a guvernat pentru scurt timp între 1940 și 1941. Garda de Fier promova un naționalism religios puternic, liderul său, Corneliu Zelea Codreanu, descriind grupul ca fiind o „școală spirituală... [care] urmărește să transforme și să revoluționeze sufletul românesc”.
În această perioadă, succesele teritoriale ale României au fost parțial inversate odată cu ocuparea și anexarea Basarabiei și Bucovinei de Nord de către Uniunea Sovietică în 1940, precum și cu cedarea forțată a Transilvaniei de Nord către Ungaria în același an. România, sub conducerea lui Ion Antonescu, s-a alăturat celui de-Al Doilea Război Mondial de partea Puterilor Axei și a participat la Operațiunea Barbarossa în 1941, recâștigând Basarabia, precum și Odessa și teritoriile înconjurătoare (Guvernământul Transnistriei) ca recompensă pentru pierderea Transilvaniei de Nord. În timpul războiului, Antonescu a adoptat o politică de colonizare în Guvernământul Transnistriei, marcând o schimbare de la o politică naționalistă ce privilegia separarea de naționalitățile străine la una care promova expansionismul și dominația asupra celor percepuți drept popoare inferioare (slavi și evrei). Acest lucru era văzut ca benefic pentru poporul român, implicând suprimarea celor considerați o amenințare fundamentală pentru România prin reducerea „spațiului lor de locuit”.
Puterile Axei au pierdut în cele din urmă războiul, iar granițele României s-au schimbat din nou. Uniunea Sovietică a recucerit Basarabia, iar România a recâștigat Transilvania de Nord. Acestea sunt, până în prezent, granițele României.

### Perioada comunistă
Un regim comunist a fost instaurat în România după sfârșitul celui de-Al Doilea Război Mondial, iar în primii ani ai acestui regim, naționalismul românesc a fost suprimat în favoarea rusificării. După 1955, a avut loc un proces de de-satelizare, punând capăt perioadei de dominație sovietică necontestată.
În timpul conducerii lui Nicolae Ceaușescu (1965–1989), a început să fie promovată o formă de naționalism românesc cunoscută drept național-comunism, implicând formarea unui cultul personalității lui Ceaușescu și idealizarea istoriei României (protocronism). Ceaușescu a mers până la a-l semi-reabilita pe Ion Antonescu (considerându-l un „patriot neînțeles”)[6][7] și a condamnat Pactul Molotov–Ribbentrop care permisese Uniunii Sovietice să ia Basarabia în 1940.
Era comunistă din România s-a încheiat odată Revoluția Română din 1989.

### Evoluții contemporane
În prezent, principala expresie a naționalismului românesc este promovarea reunificării Republicii Moldova cu România. Moldova (formată din cea mai mare parte a Basarabiei sovietice) și-a obținut independența față de Uniunea Sovietică în 1991, dar nu a reușit să se unească cu România. Mișcarea s-a confruntat cu ostilitatea guvernelor anterioare pro-ruse ale Moldovei independente. Cu toate acestea, guvernul pro-european al Maiei Sandu a dezvoltat o relație mai strânsă cu România, favorizată de legăturile culturale și de patrimoniu dintre cele două țări. Sandu însăși a declarat la un moment dat că, dacă s-ar organiza un referendum privind unirea Moldovei cu România, ea ar vota „da”.

## Partide

### Actuale
- Partidul România Mare (1991 - prezent)
- Noua Dreaptă (2000 - prezent)
- Partidul Social Democrat (2001 - prezent)
- Partidul Socialist Român (2003 - prezent)
- Partidul Mișcarea Populară (2014 - prezent)
- Partidul Națiunea Română (2018 - prezent)
- Alianța pentru Unirea Românilor (2019 - prezent)
- Partidul Neamului Românesc (2019 - prezent)
- Partidul Alternativa Dreaptă (2019 - prezent)
- Forța Dreptei (2021 - prezent)
- S.O.S. România (2021 - prezent)
- Partidul Satului Românesc (2021 - prezent)

### Foste
- Partidul Național Român (1881-1926)
- Partidul Naționalist-Democrat (1910-1946)
- Partidul Țărănesc din Basarabia (1918-1923)
- Partidul Democrat al Unirei (1919 - 1923)
- Mișcarea Națională Fascistă Italo-Română (1921 - 1923)
- Fascia Națională Română (1921-1923)
- Mișcarea Națională Fascistă (1923 - anii 1930)
- Partidul Național Liberal (1875 - 1947)
- Partidul Comunist Român (1921 - 1989)
- Liga Apărării Național-Creștine (1923 - 1935)
- Garda de Fier (1927 - 1941)
- Partidul Național Liberal-Brătianu (1930 - 1938)
- Partidul Național Socialist (1932 - 1934)
- Cruciada Românismului (1934-1937)
- Frontul Românesc (1935 - 1938)
- Partidul Unității Națiunii Române (1990-2006)
- Partidul Socialist al Muncii (1990 - 2003)
- Frontul Democrat al Salvării Naționale (1992 - 1993)
- Partidul Totul Pentru Țară (1993 - 2015)
- Partidul Noua Generație (2000 - 2022)
- Partidul Poporului - Dan Diaconescu (2011 - 2015)
- Partidul România Unită (2015-2017)
- Blocul Identității Naționale în Europa(2017 - 2019)
- Alianța pentru Patrie (2021- 2023)